# Agulhas (África do Sul)

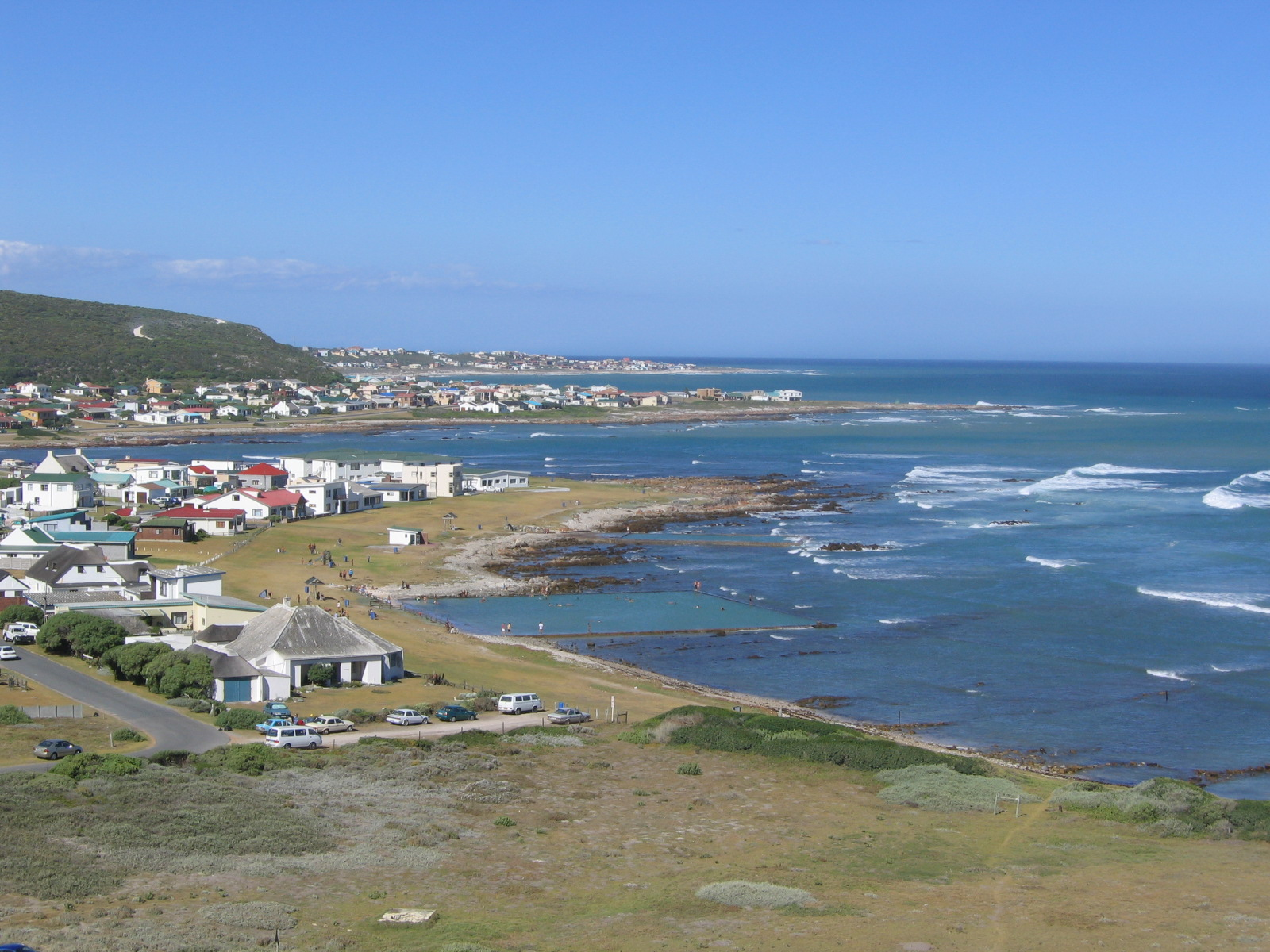

Agulhas (L'Agulhas) é uma localidade na Província do Cabo Ocidental, África do Sul, próxima do ponto mais austral do continente africano: o Cabo das Agulhas. Fica na região do Overberg.